# Шеин, Павел Степанович
Па́вел Степа́нович Ше́ин (18 июня 1921, село Подгорное, Саратовская губерния — 16 мая 1945, в районе острова Сара над Каспийским морем; похоронен в Баку) — советский лётчик морской разведывательной авиации в годы Великой Отечественной войны, Герой Советского Союза (22.01.1944). Лейтенант (23.06.1944).

## Биография
Родился 18 июня 1921 года в селе Подгорном (ныне — Романовского района Саратовской области). Русский. Жил в городе Ессентуки Ставропольского края. Учился в школе № 1 (тогда школа имени 25-го Октября), также занимался в ессентукском (по другим данным, в пятигорском) аэроклубе.
В сентябре 1939 года поступил служить в Военно-Морской флот. В июне 1941 года окончил Военно-морское авиационное училище имени С. А. Леваневского в Николаеве.
С августа 1941 года старший сержант П. С. Шеин участвовал в Великой Отечественной войне, воевал в 118-м отдельном морском разведывательном авиационном полку Военно-воздушных сил Северного флота: воздушный стрелок-бомбардир, с июля 1943 — начальник аэрофотослужбы 28-й разведывательной эскадрильи.
К сентябрю 1943 года штурман-радист самолёта-разведчика 28-й авиационной эскадрильи 118-го отдельного разведывательного авиационного полка Военно-воздушных сил Северного флота младший лейтенант П. С. Шеин выполнил 105 боевых вылетов на разведку и бомбардировку войск и кораблей противника. Считался лучшим штурманом-разведчиком Северного флота, мастером аэрофотосъемки. Сфотографировал 50 процентов побережья Северной Норвегии, включая основные немецкие военно-морские базы Киркенес, Петсамо и Альте-фиорд. На коммуникациях и в портах обнаружил 41 конвой общей численностью в 266 транспортов, два танкера, 14 самоходных барж, три подводные лодки, 16 миноносцев, 61 тральщик, шесть крейсеров, два авианосца, 44 сторожевых корабля, 227 катеров и 92 мотобота.
Указом Президиума Верховного Совета СССР «О присвоении звания Героя Советского Союза офицерскому составу Военно-Морского флота» от 22 января 1944 года за «образцовое выполнение боевых заданий командования на фронте борьбы с немецкими захватчиками и проявленные при этом отвагу и геройство» удостоен звания Героя Советского Союза с вручением ордена Ленина и медали «Золотая Звезда».
К декабрю 1943 года выполнил 120 боевых вылетов (по его разведывательным данным потоплено более 40 кораблей, разбито 2 артиллерийские батареи, обнаружено несколько подводных лодок). В этом месяце был отозван с фронта и направлен на учёбу на Высшие офицерские курсы ВВС ВМФ, которые окончил в 1944 году.
С сентября 1944 года — старший штурман-испытатель Лётно-испытательного института ВВС ВМФ. Погиб 16 мая 1945 года при испытании самолёта «Бостон» в районе острова Сара над Каспийским морем. Похоронен в городе Баку на Ясамальском кладбище.

## Награды
- Герой Советского Союза (22.01.1944)
- Орден Ленина (22.01.1944)
- Четыре ордена Красного Знамени (13.02.1942, 2.04.1943, 4.07.1943, 1945[7])

## Память
- Бюст П. С. Шеина в числе лётчиков-североморцев, удостоенных звания Героя Советского Союза, установлен на Аллее героев-авиаторов, открытой 14 августа 1982 года в посёлке Сафоново-1 ЗАТО город Североморск Мурманской области.
- Имя П. С. Шеина носит улица в Ессентуках, на здании ессентукской школы № 1 установлена мемориальная доска[6].